# Białoruś na zimowych igrzyskach olimpijskich

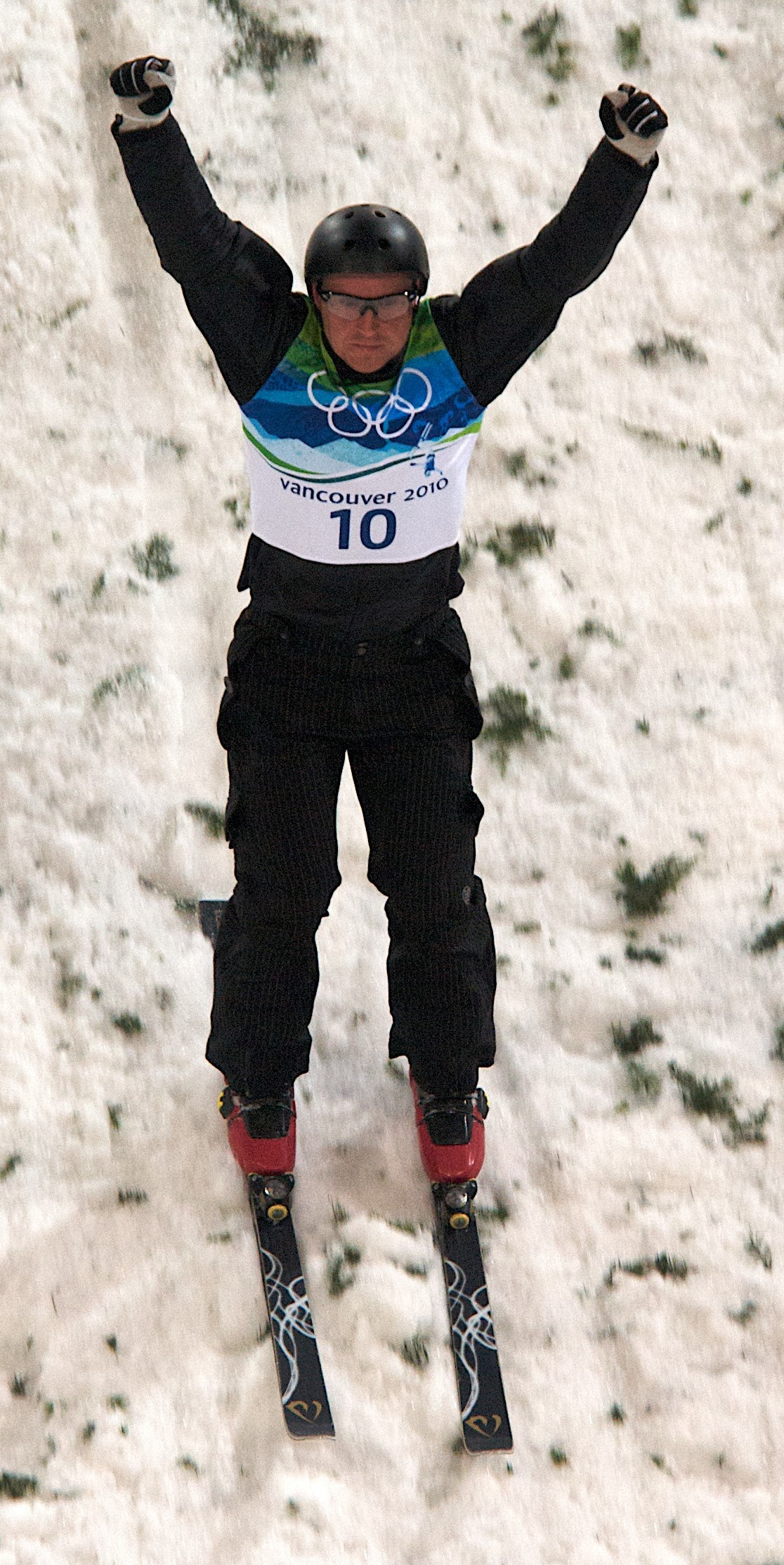
Alaksiej Hryszyn – pierwszy białoruski złoty medalista zimowych igrzysk olimpijskich

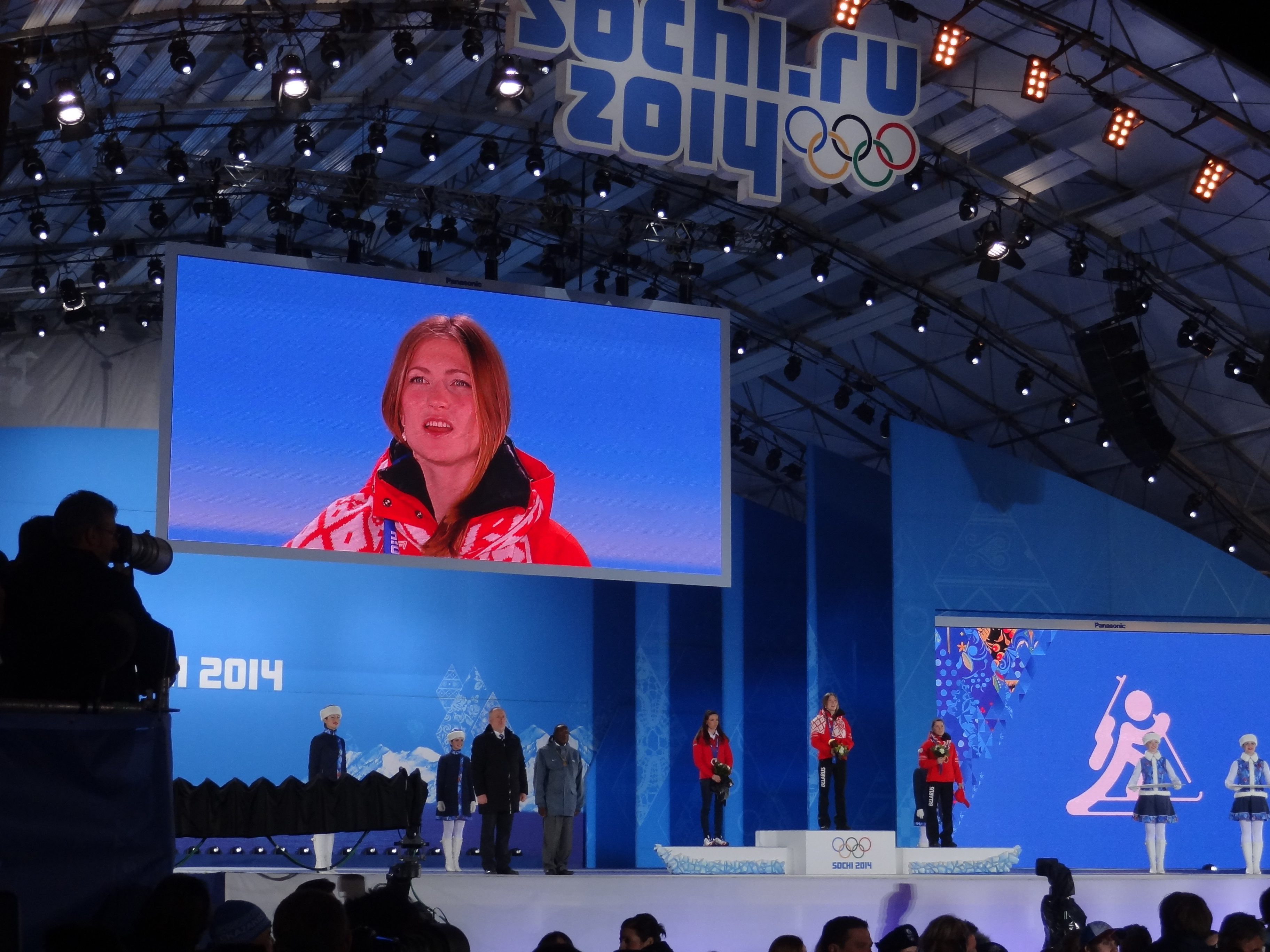
Darja Domraczewa i Nadzieja Skardzina na podium biegu indywidualnego podczas igrzysk olimpijskich w Soczi

Białoruś na zimowych igrzyskach olimpijskich – występy reprezentacji Białorusi na zimowych igrzyskach olimpijskich.
Białoruś startuje w zimowych edycjach igrzysk olimpijskich od 1994 roku. Do 1988 roku Białorusi startowali w barwach Związku Socjalistycznych Republik Radzieckich, a w 1992 roku w reprezentacji Wspólnoty Niepodległych Państw.
Najliczniejsza reprezentacja Białorusi wystąpiła na igrzyskach w Salt Lake City w 2002 roku. Wówczas kadra olimpijczyków składała się z 64 sportowców (44 mężczyzn i 20 kobiet). Z kolei najmniej liczna reprezentacja wystąpiła na igrzyskach w Soczi w 2014 roku. Na tych igrzyskach białoruska reprezentacja liczyła 26 sportowców (15 mężczyzn i 11 kobiet).
W latach 1994–2018 reprezentanci Białorusi podczas zimowych igrzysk zdobyli 18 medali olimpijskich – 8 złotych, 5 srebrnych i 5 brązowych. Z każdych igrzysk, w których startowali, Białorusini przywieźli chociaż jeden medal. Najlepszym startem Białorusi był występ na igrzyskach w Soczi w 2014 roku, na których reprezentanci tego kraju zdobyli 6 medali – 5 złotych i 1 brązowy. 
Pierwszy medal dla Białorusi – srebrny – zdobył na igrzyskach w Lillehammer panczenista Ihar Żalazouski w biegu na 1000 m. Był to zarazem jedyny medal wywalczony dla Białorusi w łyżwiarstwie szybkim. Pierwszym białoruskim mistrzem olimpijskim na zimowych igrzyskach został narciarz dowolny Alaksiej Hryszyn podczas igrzysk w Vancouver w 2010 roku.
Najbardziej utytułowaną białoruską olimpijką jest Darja Domraczewa, w dorobku której jest 6 medali olimpijskich – 4 złote, 1 srebrny i 1 brązowy. Multimedalistami z Białorusi są również Nadzieja Skardzina (złoto i brąz), Alaksiej Hryszyn (złoto i brąz) oraz Dzmitryj Daszczynski (srebro i brąz).
Białorusini najwięcej medali olimpijskich wywalczyli w biathlonie – 10 (4 złote, 3 srebrne i 3 brązowe). Ponadto zdobyli 7 medali (4 złote, 1 srebrny i 2 brązowe) w narciarstwie dowolnym i jeden (srebrny) w łyżwiarstwie szybkim.

## Występy na poszczególnych igrzyskach
| Igrzyska            | Rozmiar reprezentacji | Rozmiar reprezentacji | Rozmiar reprezentacji | Rozmiar reprezentacji | Zdobyte medale | Zdobyte medale | Zdobyte medale | Zdobyte medale | Źr.   |
| Igrzyska            | Mężczyźni             | Kobiety               | Razem                 | Dyscypliny            | Złote          | Srebrne        | Brązowe        | Razem          | Źr.   |
| ------------------- | --------------------- | --------------------- | --------------------- | --------------------- | -------------- | -------------- | -------------- | -------------- | ----- |
| Lillehammer 1994    | 21                    | 12                    | 33                    | 7                     | –              | 2              | –              | 2              | [ 1 ] |
| Nagano 1998         | 44                    | 15                    | 59                    | 9                     | –              | –              | 2              | 2              | [ 2 ] |
| Salt Lake City 2002 | 44                    | 20                    | 64                    | 9                     | –              | –              | 1              | 1              | [ 3 ] |
| Turyn 2006          | 14                    | 14                    | 28                    | 7                     | –              | 1              | –              | 1              | [ 4 ] |
| Vancouver 2010      | 33                    | 14                    | 47                    | 6                     | 1              | 1              | 1              | 3              | [ 5 ] |
| Soczi 2014          | 15                    | 11                    | 26                    | 5                     | 5              | –              | 1              | 6              | [ 6 ] |
| Pjongczang 2018     | 16                    | 17                    | 33                    | 6                     | 2              | 1              | –              | 3              | [ 7 ] |

## Zdobyte medale
| Medal  | Zawodnik                                                             | Dyscyplina          | Konkurencja                 | Data           |
| ------ | -------------------------------------------------------------------- | ------------------- | --------------------------- | -------------- |
| Złoto  | Alaksiej Hryszyn                                                     | Narciarstwo dowolne | Skoki akrobatyczne mężczyzn | 25 lutego 2010 |
| Złoto  | Darja Domraczewa                                                     | Biathlon            | Bieg pościgowy kobiet       | 11 lutego 2014 |
| Złoto  | Darja Domraczewa                                                     | Biathlon            | Bieg indywidualny kobiet    | 14 lutego 2014 |
| Złoto  | Ałła Cuper                                                           | Narciarstwo dowolne | Skoki akrobatyczne kobiet   | 14 lutego 2014 |
| Złoto  | Darja Domraczewa                                                     | Biathlon            | Bieg masowy kobiet          | 17 lutego 2014 |
| Złoto  | Anton Kusznir                                                        | Narciarstwo dowolne | Skoki akrobatyczne mężczyzn | 17 lutego 2014 |
| Złoto  | Hanna Huśkowa                                                        | Narciarstwo dowolne | Skoki akrobatyczne kobiet   | 16 lutego 2018 |
| Złoto  | Nadzieja Skardzina Iryna Kryuko Dzinara Alimbiekawa Darja Domraczewa | Biathlon            | Sztafeta kobiet             | 22 lutego 2018 |
| Srebro | Ihar Żalazouski                                                      | Łyżwiarstwo szybkie | Bieg na 1000 m mężczyzn     | 18 lutego 1994 |
| Srebro | Swietłana Paramygina                                                 | Biathlon            | Sprint kobiet               | 23 lutego 1994 |
| Srebro | Dzmitryj Daszczynski                                                 | Narciarstwo dowolne | Skoki akrobatyczne mężczyzn | 23 lutego 2006 |
| Srebro | Siarhiej Nowikau                                                     | Biathlon            | Bieg indywidualny mężczyzn  | 18 lutego 2010 |
| Srebro | Darja Domraczewa                                                     | Biathlon            | Bieg masowy kobiet          | 17 lutego 2018 |
| Brąz   | Alaksiej Ajdarau                                                     | Biathlon            | Bieg indywidualny mężczyzn  | 11 lutego 1998 |
| Brąz   | Dzmitryj Daszczynski                                                 | Narciarstwo dowolne | Skoki akrobatyczne mężczyzn | 18 lutego 1998 |
| Brąz   | Alaksiej Hryszyn                                                     | Narciarstwo dowolne | Skoki akrobatyczne mężczyzn | 19 lutego 2002 |
| Brąz   | Nadzieja Skardzina                                                   | Biathlon            | Bieg indywidualny kobiet    | 14 lutego 2014 |
| Brąz   | Darja Domraczewa                                                     | Biathlon            | Bieg indywidualny kobiet    | 18 lutego 2010 |

### Klasyfikacja według dyscyplin
| Dyscyplina            | Złoto | Srebro | Brąz | Razem |
| --------------------- | ----- | ------ | ---- | ----- |
| Biathlon              | 4     | 3      | 3    | 10    |
| Biegi narciarskie     | –     | –      | –    | 0     |
| Bobsleje              | –     | –      | –    | 0     |
| Curling               | –     | –      | –    | 0     |
| Hokej na lodzie       | –     | –      | –    | 0     |
| Kombinacja norweska   | –     | –      | –    | 0     |
| Łyżwiarstwo figurowe  | –     | –      | –    | 0     |
| Łyżwiarstwo szybkie   | –     | 1      | –    | 1     |
| Narciarstwo alpejskie | –     | –      | –    | 0     |
| Narciarstwo dowolne   | 4     | 1      | 2    | 7     |
| Saneczkarstwo         | –     | –      | –    | 0     |
| Short track           | –     | –      | –    | 0     |
| Skeleton              | –     | –      | –    | 0     |
| Skoki narciarskie     | –     | –      | –    | 0     |
| Snowboarding          | –     | –      | –    | 0     |